# Lepidochrysops abyssiniensis
Lepidochrysops abyssiniensis är en fjärilsart som beskrevs av Embrik Strand 1911. Lepidochrysops abyssiniensis ingår i släktet Lepidochrysops och familjen juvelvingar. Inga underarter finns listade i Catalogue of Life.